# 熊桂
熊桂（1464年—16世紀），字世芳，江西南昌府新建縣人，明朝政治人物。

## 生平
熊桂是弘治十一年（1498年）戊午科舉人，弘治十二年（1499年）聯捷進士，獲授大理寺寺副，當時劉瑾擅權，矯詔羅織罪名，他上疏：「詔令權宜可行一時，但祖宗成憲當守百世，不能輕易變法引致冤濫。」明武宗同意，於是釋放千人；劉瑾敗亡後他感覺有變，整夜處理案件，連寧王朱宸濠不忌諱。他曾處理安化王朱寘鐇叛亂案，案件牽連同謀家人，他說：「同謀關乎機要，株連三千人和家口，過度了。」力為他們辨白，救活不少人。外調徽州知府，審核丁糧、定僱役法稱便人民，復辦紫陽書院，一時人文蔚起，正德十一年（1516年）陞山東左參政，到任後正值河流決堤，他晝夜巡視，並齋戒沐浴祭祀，同時築壩堵塞，謁拜孔廟發現祭器不稱用，需要千金打造，適逢有人民發掘到地窖有金錢，計算後足用，因此命工人鑄造，規制因而完備，又省下督運北京費用數萬，丁母憂回鄉，服闋後任山東右布政使，不久卒。

## 著作
著有《石崖集》、《紫陽書院集》，編寫《大理駁稿》、《治徽大略》行世。

## 家族
曾祖熊仕周；祖熊彦衡；父熊仁山。前母涂氏；母陶氏。具庆下。兄材、柯（县主簿）、楷。弟彬、棐、㮊、析。

## 引用
1. 1 2  同治《新建縣志·卷四十·賢良上》：熊桂，字世芳，宏治進士，授大理寺副，時逆瑾用事，矯詔羅織，桂疏言：「詔令權宜惟一時可行，祖宗成憲則百世當守，毋輕變法致冤濫。」上是之，得出罪者以千計，瑾敗，桂感有變，不終夕具獄詞，其外應如宸濠亦不少諱也。嘗治安化王獄，多坐同謀家口，桂曰：「同謀機事也，株連三千人，且及家口，濫矣。」力為辨明，所活無算；守徽州，審丁糧、定僱役法，至今稱便，興復紫陽書院，一時人文蔚起焉，陞山東參政，甫涖任值河決，曹州吳副使驚故，桂晝夜馳視、齋沐祭告水遂定築塞之。嘗祗謁闕里，怪祭器不稱，度費千金，會民有發地窖得錢來報者，計之適足用，遂命工鑄造，規制乃備；督運至京師，中貴人利入本色以便侵漁，桂力陳得納輕，齎省費不下數萬，丁母憂，服闋官山東右布政，尋卒。所著有《石崖集》、《紫陽書院集》可以自考，編《大理駁稿》、《治徽大略》奏議詩文行世。 楊志 邸志
2. ↑  同治《新建縣志·卷三十二·科第》：宏治十一年戊午鄉試 熊桂……宏治十二年己未倫文敘榜 熊桂 字世芳，山東參政
3. ↑  《明武宗毅皇帝實錄·卷一百四十》：（正德十一年八月）丙寅陞徽州府知府熊桂為山東布政司左參政。
4. ↑  龚延明主编. . 宁波: 宁波出版社. 2016. ISBN 978-7-5526-2320-8. 《天一閣藏明代科舉錄選刊.登科錄》之《弘治十二年己未科進士登科錄》